# Kaaproute
De Europees-Aziatische zeeroute, beter gekend als de Kaaproute, is een gekende handelsroute. Gaande van de Europese kust, grenzend aan de Atlantische Oceaan, tot aan de Aziatische kusten, grenzend aan de Indische Oceaan, waarbij men om Kaap de Goede Hoop vaart. Tot aan de opening van het Suezkanaal in 1869 was het de enige zeevaartroute van Europa naar Azië.

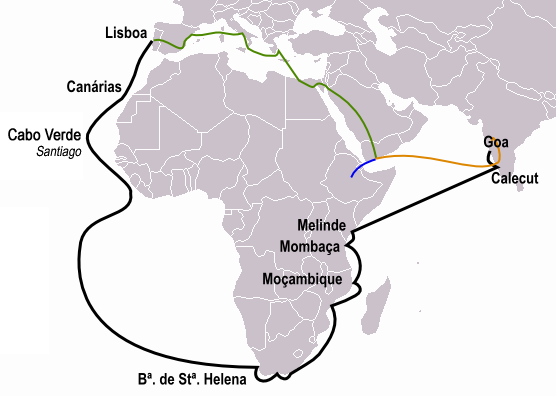
De eerste reis van Vasco da Gama naar India, oftewel de allereerste kaaproute (zwart). Eveneens de expedities van Pêro da Covilhã (oranje) en Afonso de Paiva (blauw) die deels over land gingen. Hun gemeenschappelijke route is de groene lijn.

## Geschiedenis
Bartolomeu Dias was de eerste ontdekkingsreiziger die tot aan Kaap de Goede Hoop vaarde. In 1498 leidde vervolgens Vasco da Gama de eerste echte expeditie heen en terug naar India over de gehele Kaaproute. Sinds dan is men nooit meer gestopt met deze route te bevaren. Begin 17de eeuw begon men meer en meer de Brouwerroute te gebruiken voor het oostelijke traject, van de Kaap tot Indië. 
De Kaaproute heeft zich meermaals bewezen als een degelijke alternatieve route voor het Suezkanaal, dat gesloten kan worden in tijden van conflicten. Zoals in de Tweede Wereldoorlog of zoals in 1967 tijdens de Zesdaagse Oorlog.

## Suezroute versus Kaaproute

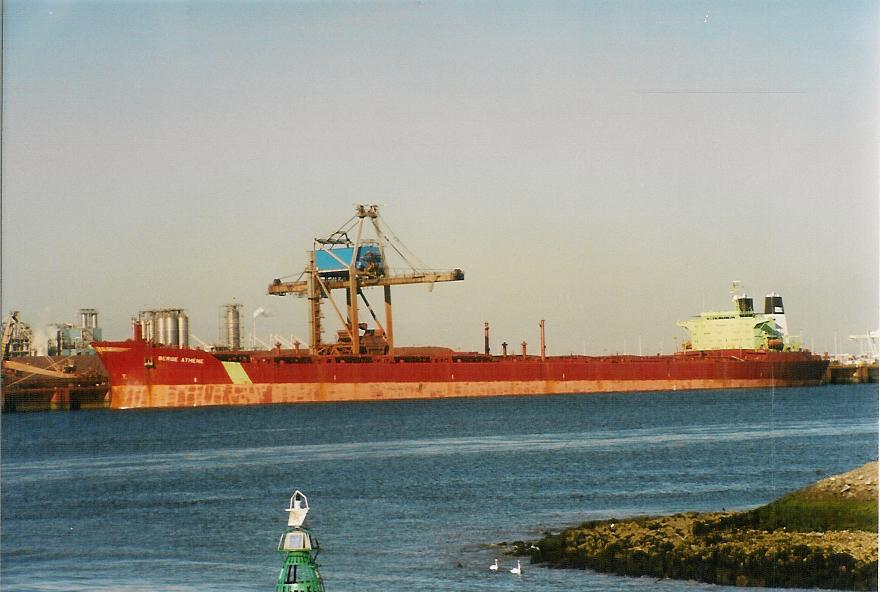
Capesize bulkcarrier Berge Athene

Het Suezkanaal biedt een alternatieve route van/naar het oosten aan die zorgt voor een significante inkorting van de reis. Een schip dat vaart aan 13,5 knopen doet een besparing tot bijna 11 dagen. Dit was een ware revolutie voor de scheepvaart en sindsdien is het kanaal onmisbaar in de moderne industrie. Sommige rederijen opteren echter nog steeds de langere Kaaproute te nemen. Een factor die daarin meespeelt is de olieprijs, de prijs van 'bunker fuel'; als deze laag staat leidt dit tot een serieuze daling van de totale kostprijs van een zeereis. Hierdoor kan men overwegen om toch de langere tocht rond de Kaap te ondernemen waarbij men dan ook de kosten van transit door het kanaal uitspaart. Een ander argument is het globale overaanbod aan crude oil; wanneer hierdoor de prijs laag is kan het winstgevender zijn om de langere route te nemen en zo te wachten tot de prijs weer stijgt. Deze keuze kan ervoor zorgen dat er meer winst wordt gemaakt, desondanks de duizenden extra kilometers. Sommige rederijen verkiezen ook om langs de Kaap te varen door het risico op piraterij in de Golf van Aden. Sedert 2023 is de onveiligheid ook toegenomen door aanvallen van de Houthi-rebellen vanuit Jemen. Wanneer men opteert om de Kaaproute te nemen moet men echter wel rekening houden met hevigere zee- en weersomstandigheden.
Sommige schepen zijn simpelweg ook te groot om door het Suezkanaal te geraken, dit type schepen noemt men bijgevolg capesize, omdat ze verplicht zijn om de Kaaproute te nemen. 